# Los hampones
 Los hampones  es una película en blanco y negro de Argentina dirigida por Alberto D'Aversa sobre el guion de Sergio Leonardo que se estrenó el 16 de febrero de 1961 y tuvo como protagonistas a Golde Flami, Mario Cabré, Guillermo Battaglia y Noemí Laserre. Tiene exteriores filmados en Mar del Plata, en el Teatro Nacional Cervantes y en el desaparecido Pasaje Seaver.

## Sinopsis
Una mujer le roba al jefe autoritario de una banda de delincuentes y se enamora luego de un compinche.

## Reparto
Participaron del filme los siguientes intérpretes:
- Golde Flami …Margot Montes
- Mario Cabré …Ricardo Ledesma
- Guillermo Battaglia …Julio Gonzalo
- Noemí Laserre …Delia
- Beto Gianola …Vicente
- Nino Persello …Nico
- Elida Gay Palmer …Amante de Nico
- Luis Orbegoso …Moro
- Rodolfo Onetto …Rapo
- Hugo Caprera
- Vicky Astori[2]

## Comentarios
El Heraldo del Cine dijo:

”Folletín de corte policial con elementos del hampa, excesivamente conversado y con algunas escenas de acción directa.”

Por su parte Manrupe y Portela escriben:

”Policial sin demasiado interés, bastante anticuado ya para la época en que fue filmado y estrenado una década más tarde.”